# American Soccer League 1921-1922
Il Campionato dell'American Soccer League 1921-22 fu il primo campionato della lega e il 22º di prima divisione statunitense di calcio. La nuova lega fu formata dalla fusione tra la National Association Football League e la Southern New England Soccer League.

## Squadre
- Dalla National Association Football League arrivarono i Philadelphia Field Club (dal trasferimento momentaneo dei Bethlehem Steel), i New York Soccer Club (precedentemente conosciuti come New York Field Club) e gli Harrison Field Club.
- Dalla Southern New England Soccer League arrivarono i Todd Shipyards Field Club (dalla fusione dei  Brooklyn Robins Dry Dock con i Tebo Yacht Basin Field Club), i J&P Coats e i Fall River United (precedentemente conosciuti come  Fall River Rovers e successivamente Fall River F.C.).
- Di nuova formazione i Holyoke Falcos ed i Jersey City Celtics

| Stato         | Squadra                 | Città/Area        |
| ------------- | ----------------------- | ----------------- |
| Massachusetts | Fall River United       | Fall River        |
| Massachusetts | Holyoke Falcos          | Holyoke           |
| New York      | Brooklyn Todd Shipyards | Brooklyn-New York |
| New York      | New York S.C.           | New York          |
| Rhode Island  | J&P Coats               | Pawtucket         |
| New Jersey    | Jersey City Celtics     | Jersey City       |
| New Jersey    | Harrison Field Club     | Harrison          |
| Pennsylvania  | Philadelphia F.C.       | Philadelphia      |

## Campionato

### Classifica finale
|   | Squadra                 | G  | V  | N | P  | GF | GS | Pt |
| - | ----------------------- | -- | -- | - | -- | -- | -- | -- |
| 1 | Philadelphia F.C.       | 24 | 17 | 4 | 3  | 72 | 36 | 38 |
| 2 | New York S.C.           | 24 | 14 | 5 | 5  | 59 | 33 | 33 |
| 3 | Brooklyn Todd Shipyards | 24 | 12 | 5 | 7  | 56 | 37 | 29 |
| 4 | Harrison Field Club     | 24 | 8  | 7 | 8  | 45 | 44 | 23 |
| 5 | J&P Coats               | 23 | 9  | 5 | 9  | 34 | 40 | 23 |
| 6 | Fall River United       | 24 | 5  | 1 | 18 | 28 | 57 | 11 |
| 7 | Holyoke Falcos          | 22 | 2  | 3 | 17 | 17 | 64 | 7  |
| 8 | Jersey City Celtics     | 5  | 0  | 0 | 5  | 5  | 24 | 0  |

#### Verdetti
Philadelphia F.C. Campione degli Stati Uniti 1921-1922